# Marie Macarte

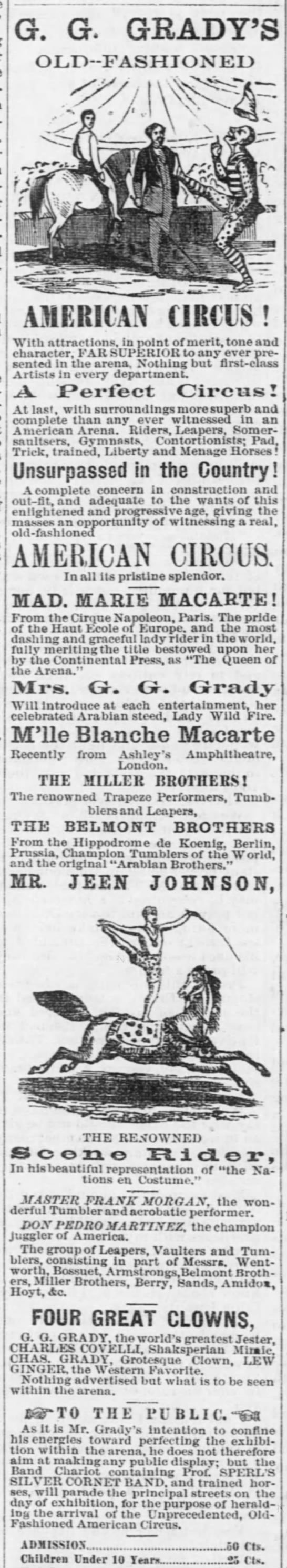
Anuncio del circo antiguo de GG Grady (1870)

Marie Elizabeth Macarte, de nacimiento Marie Elizabeth Ginnet, (Essex, 1827-Nueva York, 20 de septiembre de 1892) fue una artista ecuestre y circense inglesa que tuvo éxito en Gran Bretaña y Estados Unidos durante 1840 y 1860.

## Trayectoria
Nació en 1827 en Leigh-on-Sea en Essex, la ciudad natal de su madre. Su nombre de nacimiento fue Marie Elizabeth Ginnett, era hija de Ann Partridge (1803-1877) y del artista de circo Jean Pierre Ginnett (1798-1861). Su hermano mayor era John Frederick Ginnett (1825-1892), quien más tarde fue el propietario del Circo Ginnett.
Ginnett fue alumna de Andrew Ducrow y comenzó a actuar como "Miss Ginnett" cuando tenía 3 años. En 1841, se casó con Michael 'John' Macarthy, un artista ecuestre que actuaba con su padre y que más tarde fue saltador, volteador y acróbata. Actuó en el Anfiteatro Real de Philip Astley en Londres y fue miembro de la dinastía Macarte de acróbatas y artistas de circo que actuaban desde principios del siglo XVIII. Uno de sus parientes lejanos fue el domador de leones Thomas Macarte, que murió en 1872.
Con Macarthy tuvo seis hijos: Marie Louise Macarthy (1848-); Adelaida Macarthy (1850-1930); Frederick Macarthy (1852-?), que fue artista de circo y cuerda floja y fue conocido por hacer un acto de acrobacia con un perro y un mono; Henry Macarthy; Blanche Macarthy (1855-?) y Kate Macarthy (1856-?). 

En 1842, Macarte hizo su debut en Estados Unidos. En octubre de 1845 cuando actuaba en Howe's Circus el crítico del New York Daily Herald escribió sobre ella:
"¿Pero qué diremos de Madame Macarte? Es la jinete más elegante y hermosa de la época. La naturaleza la formó en uno de sus estados de ánimo más felices. Su físico es la envidia de un escultor. Su acto de equitación es atrevido y brillante y su gracia, encanto y fascinación cautivan la atención de todo el público. La vista queda deslumbrada al seguir el laberinto de sus hermosas y fantásticas piruetas. Sus personajes abarcan muchos registros: la chica del chal hindú, una monja piadosa, una voluptuosa sultana y una campesina francesa rodeada de viñedos. Su forma de montar es fantástica.
En 1847, actuó con Sands, Lent & Co Circus y con Welch & Delavan Circus. Los propietarios de Welch & Delavan habían firmado un costoso acuerdo con los Macarte en el que les pagaban un salario semanal de 100 dólares más gastos, suministraban dos caballos para el carruaje de Macarte y pagaban un tercio de los beneficios de cada una de sus actuaciones. A cambio, Welch & Delavan recibiría uno de sus caballos y el derecho de utilizar su nombre en cualquier publicidad de su circo. Habían gastado 2 000 dólares en imprimir carteles que anunciaban la información de toda la gira que realizarían para ellos. Sin embargo, los Macarte rompieron el acuerdo y se fueron al Monster Circus de Gilbert R. Spalding, que actuaba justo delante y en los mismos sitios de la gira. Los Macarte, por su parte, afirmaron que se habían marchado porque la conducta inapropiada del señor Delavan había hecho que Macarte se sintiera "muy incómoda e infeliz". El fallo judicial fue, que como los Macarte habían celebrado un acuerdo de servicios personales, no era ejecutable por ley. En 1848, Macarte actuó en los Vauxhall Gardens de Londres, y en 1849 en el Anfiteatro de Astley.

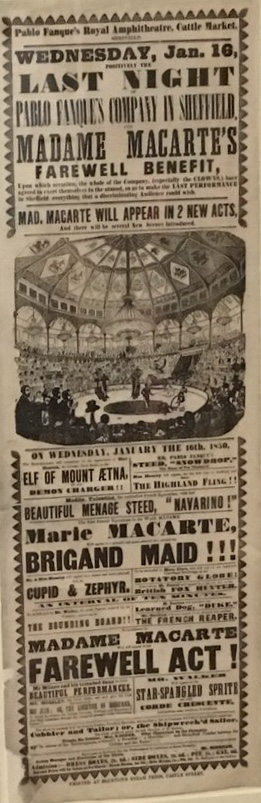
Cartel de la gira de despedida de Madame Macarte

De regreso a Gran Bretaña, del 28 de enero al 2 de febrero de 1850 estuvo con el Cirque Franconi en Birmingham. Luego, dirigieron el Macarte's Monster Circus. Entre 1850 y 1853 se embarcó con su marido en una extensa gira anunciándose como "la única compañía real de damas ecuestres", formando el Macarte and Bell's Grand American Circus, un circo pequeño para los estándares de la época, que creó junto a su marido, su hermano Dan y Dick Bell. En 1853 se unió al circo familiar el famoso payaso Thomas Barry.
En 1863 Macarte viajó a Estados Unidos para realizar una gira con el Circo Nixon-Macarte en Washington D. C. y actuó con numerosos circos de ese país:el Alhambra Circus de James M. Nixon en la ciudad de Nueva York (1863), el Hippotheatron en la ciudad de Nueva York y con el Rivers & Derious Circus en Washington D. C. (1864), el Circo Nacional de Cincinnati (1864-1865), con Frank Howes y Palmer's (1866), Mike Lipman (1866-1867), el Circo Haight & Chambers, el Circo de Michael O'Connor y el Stowe & Norton Circus (1869), y el Old-Fashioned Circus de GG Grady (1870).
En su acto de acrobacia ecuestre sin montura, a pelo, saltó cintas, saltó a través de globos de papel y realizó un baile con pañuelo. Una nueva característica que Macarte introdujo en la pista del circo fue la de interpretar escenas mitológicas en su número de acrobacia ecuestre. Esto se originó a partir del trabajo de Ducrow en Inglaterra. Su acto, que incluía amplios y altos saltos y simulacros de peleas con espadas arriba del caballo, se consideró nuevo y novedoso para la época.
Después de la muerte de su marido, en Ipswich en 1856, se casó con George Clark en Cranbrook, el 11 de septiembre de 1856, con quien tuvo tres hijos: Georgina Clark (1858-?); George Clark (1859-?) y Charles Clark (1860-?). En 1863, Clark murió en un accidente en el mar, al caer por una escotilla de carga cuando regresaba de Estados Unidos. El 9 de marzo de 1868, Macarte se volvió a casar con Daniel Rhodes (nombre real Rose, fallecido el 13 de febrero de 1890), un publicista y gerente, en Harrison, Texas.
Macarte se jubiló en 1874 y fundó una empresa de venta de mobiliario ecuestre y gimnástico para espectáculos circenses. En 1879, sus cuatro hijas Marie Louise, Adelaide, Blanche y Kate Macarthy formaron su propio circo en Estados Unidos y lo llamaron el Circo Parisino de las Hermanas Macarte. Su hija Adelaide Macarte se casó con Hubert Cooke, un artista ecuestre que murió en la pista mientras actuaba en el Circus Strepetow en Odesa en 1917.
Macarte murió en Nueva York en 1892.
Sus nietas fueron las acróbatas y artistas circenses conocidas como las Macarte Sisters.